# Llibreria Saturnàlia
La Llibreria Saturnàlia és una llibreria cooperativa de segona mà de Barcelona oberta el juny del 2020. Està situada al carrer Planeta, 17, a la vora de la Plaça del Sol, dins del barri de Gràcia. Té uns 80 m² de superfície i un fons de 7 000 llibres catalogats el 2020. A més de vendre llibres, ha acollit presentacions, recitals de poesia i xerrades de tota mena.

## Història
El darrer negoci en el local també era una llibreria de segona mà, en què María Olivera Pérez i Joel Montserrat van treballar i realitzar un voluntariat. Ara ells són els conductors de Saturnàlia, que havien previst obrir a desembre del 2019, però que finalment van poder fer el 8 de juny de 2020. Entre d'altres, un dels motius del retard en l'obertura va ser la pandèmia del coronavirus. Van triar el nom de Saturnàlia en record a les saturnals, les antigues festes romanes que se celebraven durant el desembre, el mes que pretenien obrir l'establiment. Els seus valors, com ara la inversió de l’ordre establert i el fet que hi primi l’horitzontalitat, estan estretament relacionats amb el cooperativisme que caracteritza també la llibreria.
Després de la diada de Sant Jordi del 2022, en què una pedregada va perjudicar les vendes del sector literari, es van adherir a un comunicat que reclamava que l'impacte de les circumstàncies meteorològiques era desigual per a les editorials i llibreries petites.

## Funcionament
El fons es nodreix de donacions de particulars. Accepten tota mena de volums tret de llibres de text i enciclopèdies. La major part de l’oferta és de narrativa, tot i que també hi ha les seccions d’art, història, filosofia, política, cuina, espiritualitat, salut, d'altres idiomes i el racó infantil. Els preus de venda oscil·len entre un i vuit euros, en funció de l'estat de conservació, la raresa, la qualitat i la demanda, i el mitjà és de tres. Empren les xarxes socials per a publicar i ressenyar sovint les seves «novetats».
Funcionen com a règim de cooperativa de treball associat sense ànim de lucre. Així doncs, els salaris estan regulats i els beneficis són destinats a fins socials. L'entitat Barcelona Activa els ha assessorat en qüestions de màrqueting i pla de negoci i el Col·lectiu Ronda, cooperativista, ho ha fet en temes d'administració i finances.